# Pierre Ier (roi de Serbie)
 (juillet 2015).
Améliorez-le ou discutez des points à vérifier. 
Pierre Ier de Serbie (de son nom de naissance Petar Aleksandrović Karađorđević, en serbe cyrillique Петар Карађорђевић), né le 29 juin 1844 et mort le 16 août 1921 à Belgrade, fut le dernier roi de Serbie de 1903 à 1918, puis, au terme de la Première Guerre mondiale, premier roi des Serbes, Croates et Slovènes de 1918 à 1921.

## Biographie
Pierre Karageorgévitch fait ses études militaires en France à Saint-Cyr, à titre étranger, de 1862 à 1864 dans la promotion « Puebla ». En 1870, ne supportant pas de voir la France battue par les Prussiens, il s’engage comme sous-lieutenant au 5e bataillon de la Légion étrangère sous le nom de Pierre Kara et se bat dans les rangs de l’Armée de la Loire. Le 11 octobre, il est blessé sous Orléans. Fait prisonnier, il s’évade en traversant la Loire et rejoint l’arrière-garde de l’armée de Chanzy pour reprendre sa place au combat.

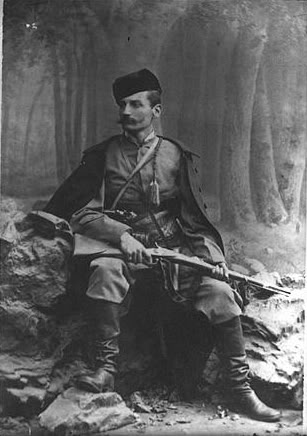
Pierre en uniforme de guérilla pendant l'Insurrection de la Bosnie-Herzégovine.

En 1875, il fait partie des insurgés serbes qui combattent les Ottomans en Bosnie. En 1876-1877, il est le chef de sa propre unité sous le nom de guerre Petar Mrkonjić, mais il doit bientôt retourner en Suisse, puis au Monténégro où il se marie avec la princesse monténégrine Ljubica Petrović-Njegoš.
Au décès de son épouse en 1890, il s'installe à Genève avec ses trois enfants Hélène, Georges et Alexandre et y vivra, 5 rue François-Bellot, du 4 mars 1895 jusqu'en 1903. Il accueille aussi son neveu Paul (futur régent) dont les parents étaient séparés. 
Un complot militaire à Belgrade met fin en 1903 au règne autoritaire d'Alexandre Ier de Serbie, dernier membre de la dynastie des Obrénovitch, qui est assassiné, à l'égal de son épouse. Pierre Karageorgévitch monte sur le trône de Serbie sous le titre de Pierre Ier, roi de Serbie. Atteint par la maladie, il désigne en fin juin 1914 son fils Alexandre comme Prince régent et lui laisse le soin de mener les opérations militaires jusqu'à l’offensive victorieuse d’automne 1918.
Nommé roi des Serbes, des Croates et des Slovènes le 1er décembre 1918, après le traité de Saint-Germain-en-Laye Pierre Ier cède le trône le 16 août 1921 à son fils qui régnera sous le nom d’Alexandre II, roi des Serbes, Croates et Slovènes jusqu'en 1929, puis Alexandre Ier de Yougoslavie. Pierre finit ses jours dans une modeste demeure où il reçoit régulièrement son meilleur ami et voisin Rodolphe Archibald Reiss ; ce dernier fera souvent référence aux séjours de Pierre à Genève.

## Le roi libéral

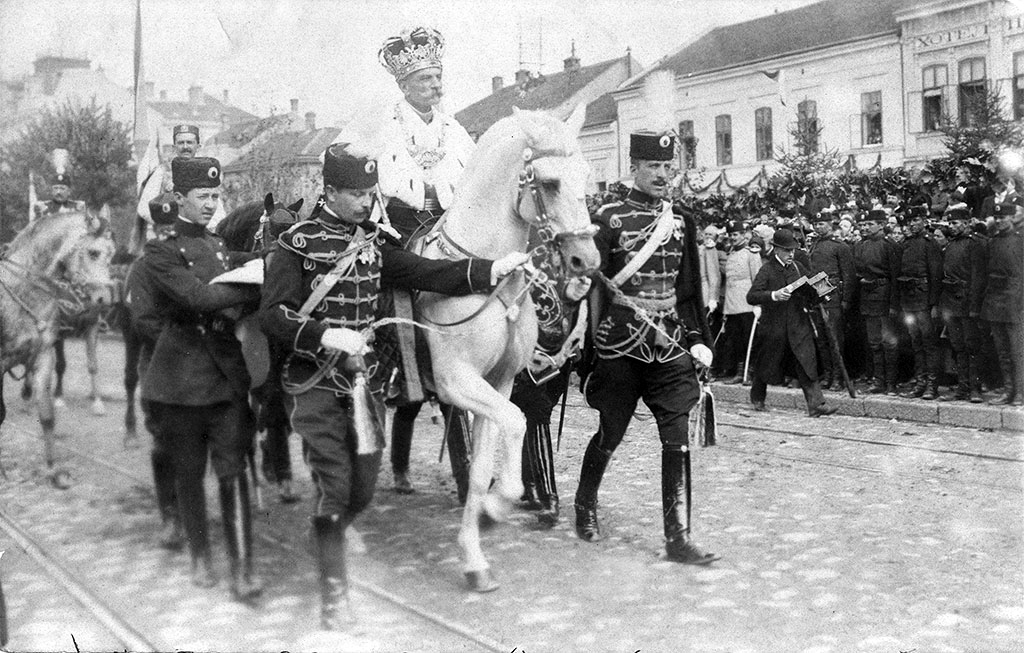
Pierre Ier sortant de la cathédrale Saint-Michel à cheval après son couronnement.

Dès son arrivée sur le trône de Serbie en 1903, Pierre Ier, lecteur et admirateur de la pensée de John Stuart Mill, fait adopter en Serbie la constitution la plus démocratique et la plus libérale en Europe après celle de Grande-Bretagne. Inspirée de la constitution de 1888 supprimée par Alexandre Ier en 1894, cette constitution met en place une monarchie constitutionnelle de type britannique, mais avec un taux de votants sans commune mesure, en effet, 23 % de sa population avait le droit de vote, autorise la création d'une école publique, en 1884, qui offrit à la Serbie ses premiers bacheliers, instaure la liberté de la presse, d'opinion et d'association, en 1909, il existe 79 journaux dont 13 quotidiens, et garantit les libertés syndicales, permettant la création de la confédération générale des ouvriers en 1904, facilitant en Serbie l'instauration de lois sociales avancées.
En 1909, il déchoit de ses droits au trône son fils aîné, prince de 22 ans qui a battu son valet de chambre à mort.
Cette liberté en Serbie favorise un foisonnement culturel qui fait de Belgrade un phare de liberté pour tous les Serbes des Balkans ainsi que pour les Croates et les Slovènes, dont certains représentants, alors minoritaires, aspirent à la mise en place d'un État slave du Sud séparé de la monarchie austro-hongroise. Certains milieux à Vienne n'attendaient que l'occasion d'écraser le Piémont serbe avant qu'il ne contaminât les esprits de tous les Slaves du sud de l'Empire[source insuffisante]. [non neutre] —
Opposant de la politique balkanique menée par les Autrichiens et les Allemands, le roi Pierre se tourna fortement vers la France et la Russie, à la différence des derniers souverains de la dynastie rivale Obrenović, qui étaient surtout attachés à Vienne. En achetant des canons fabriqués dans les usines Schneider-Creusot, le roi Pierre non seulement affirma sa francophilie, mais il créa aussi des bases solides pour la défense et les guerres de libération à venir. Les grandes réussites dans la guerre douanière contre les Austro-hongrois et les victoires spectaculaires de la Serbie durant les guerres balkaniques (1912-1913), un an après sa visite à Paris, renforcèrent le prestige du roi Pierre et de la Serbie, non seulement en Europe mais à l’échelle mondiale[réf. nécessaire].
Après seulement quelques années de règne selon les meilleurs critères de la démocratie parlementaire, Pierre Ier  devient le symbole d’espoirs multiples : il était non seulement le porteur de l’amitié franco-serbe dans les Balkans mais aussi le promoteur et le gardien des libertés politiques et de la gouvernance constitutionnelle et parlementaire dans toute la région de la péninsule. Encore plus, en libérant l’énergie démocratique en Serbie et en définissant les bases de sa modernisation, il devient le symbole d’espoir de tous les Serbes, et les Slaves du Sud, qui était à cette époque-là les sujets inégaux, voire victimes de pratiques discriminatoires au sein des grands Empires frontaliers d'Autriche-Hongrie et Ottoman[réf. nécessaire] [non neutre].
Après 1903, Pierre Ier n'oublia pas  ses camarades de Saint-Cyr et la guerre de 1870 : certains, devenus officiers supérieurs, sont accueillis à Belgrade à plusieurs reprises. À Belgrade, le roi Pierre exerce également les fonctions de président de la Société littéraire, favorisant l’amitié avec la France. La Serbie demeure jusqu’en 1914 le prestigieux centre de la démocratie et des libertés politiques, et le piémont serbe le centre des rassemblements politiques des Slaves du Sud. Les libertés politiques en Serbie favorisent en effet un foisonnement culturel, Belgrade devenant à cette époque un important centre culturel slave du Sud.

## L'espoir des Slaves
En doublant presque son territoire dans le sud, la Serbie devint une menace pour l'Autriche-Hongrie, qui annexe en 1908 la Bosnie-Herzégovine et doit aussi faire face au séparatisme naissant des populations slavophones de l'empire. 
La Serbie reçut le surnom de berceau de la démocratie dans les Balkans modernes. La constitution de 1903 de Pierre Ier restera la référence de tous les mouvements démocratiques dans la Yougoslavie royaliste d'entre les deux guerres.
Pendant sa visite officielle en France en novembre 1911, Pierre Ier de Serbie reçoit la médaille commémorative de guerre de 1870. Une promotion à Saint-Cyr était nommée « Pierre Ier de Serbie ».

Le roi Pierre Ier Karageorgevitch quittant le territoire de la Vielle-Serbie sur un caisson traîné par un attelage des bœufs, 9 novembre 1915.

Le 24 juin 1914, âgé de 70 ans et malade, le roi Pierre décide de se retirer de la scène politique. Il désigne  son fils cadet Alexandre, 26 ans, comme Prince régent. 
Quatre jours plus tard, l'assassinat de l'archiduc-héritier François-Ferdinand d'Autriche et de son épouse au cours d'une visite à Sarajevo le 28 juin 1914 est organisé par l'officine terroriste « La Main Noire » manipulée directement par le chef des services secrets serbes, le colonel Dragutin Dimitrijević, qui avait déjà tenté d'assassiner François-Joseph en 1910. Cette fois-ci, elle prend l'archiduc-héritier pour cible, malgré l'opposition du Premier ministre serbe Nikola Pasic. Après bien des tergiversations, l'Autriche-Hongrie envoie un ultimatum à la Serbie, puis, mécontente de la réponse Serbe, lui déclare la guerre le 28 juillet.
A peine intronisé, le jeune régent doit faire face à cette crise majeure. C'est à lui que revient le soin de mener les opérations militaires jusqu'à l'offensive victorieuse d’automne 1918 tandis que le régime démocratique devient de plus en plus autoritaire. 
Malgré sa maladie et l'absence de la vie politique, Pierre Ier, appelé par le peuple l'« oncle Pierre », était dans les premiers rangs durant les épreuves les plus difficiles de la guerre et donne l'inspiration et la force aux soldats épuisés par le combat. Lorsque la Serbie, alliée de la France, est attaquée en 1915 de trois côtés différents et militairement écrasée, le roi Pierre traverse, avec l'armée, les montagnes enneigées d’Albanie, en se faisant admirer par les souverains, généraux et soldats alliés.
Transporté par les navires français sur l'île de Corfou, comme la majorité des soldats serbes et des civils sauvés, simple et modeste, Pierre Ier était admiré pour son courage et sa loyauté à sa patrie, son dévouement à l’idée de la liberté et l’unification serbe et yougoslave. Le vieux roi Pierre Ier, inspiré par les doctrines françaises, promouvait les valeurs de liberté, de justice et de souveraineté, qui ont servi de bases pour l’amitié franco-serbe, forgée dans les tranchées du Front d’Orient, en arrière-pays de Salonique.
Les Traités de Paix arrachent les terres Slaves à l'Autriche et à la Hongrie pour les donner à la Serbie qui devient le Royaume des Serbes Croates et Slovènes ayant à sa tête le roi Pierre puis son fils.
Pierre Ier de Serbie s'éteint en 1921. Son fils lui succède sous le nom d'Alexandre Ier.
Un monument fut érigé à son honneur à Orléans, ainsi que le grand monument à Pierre Ier de Serbie, « le Grand Libérateur », et son fils le roi Alexandre de Yougoslavie, « le Grand Unificateur », à Paris en 1936 (Porte de la Muette). Une avenue Pierre-Ier-de-Serbie se trouve à Paris, dans les 16e et 8e arrondissements.

## Généalogie
Pierre Ier est le petit-fils de Karageorges et fils du prince Alexandre Karageogevitch et de Persida Nénadović. En 1883, il épouse la princesse Zorka Petrović-Njegoš, Zorka de Monténégro, la fille du prince Nicolas de Monténégro, futur roi Nicolas Ier de Monténégro.
De cette union naîtront à Cetinje:
- Hélène de Serbie (1884-1962), elle épousa en 1911 le grand-duc Ioann Constantinovitch de Russie (1886- exécuté sommairement en 1918).
- Georges de Serbie (1887-1972), il épousa en 1950 Radmila Radonyitch (1907-1993)
- Alexandre Ier de Yougoslavie (1888 - assassiné en 1934 à Marseille) épouse en 1922 la princesse Marie de Roumanie (1900-1961)